# Hochlandkupferkopf
Der Hochlandkupferkopf (Austrelaps ramsayi) ist eine Schlangenart aus der Familie der Giftnattern (Elapidae) und zählt zur Gattung Australischen Kupferköpfe.

## Merkmale
Der Hochlandkupferkopf ist eine mittelgroße Schlangenart, erreicht bis zu 131 cm Gesamtlänge und besitzt einen kräftigen Körperbau und mäßig langen Schwanz. Der Kopf ist relativ klein, schmal und setzt sich ein wenig vom Hals ab. Die Schnauze ist in der Aufsicht abgerundet. Die Augen sind mäßig groß und haben bei Lichteinfall runde Pupillen. Die Dorsalschilde sind glatt. Die unteren seitlichen Schuppenreihen (insbesondere die 1. dorsale Schuppenreihe) sind deutlich vergrößert. Die Oberlippenschilde (Supralabialia) sind auffällig weiß gerandet. Die Schnauze ist blasser als der Rest des Kopfes und der Körper variiert in der Färbung von graubraun bis schwarz. Die Schuppen an den unteren Flanken sind weiß bis cremefarben. Der Giftapparat besteht, wie für Giftnattern typisch, aus seitlich des Schädels befindlichen Giftdrüsen (spezialisierte Speicheldrüsen) und im vorderen Oberkiefer befindlichen, unbeweglichen Fangzähnen (proteroglyphe Zahnstellung).

## Verbreitung
Das Verbreitungsgebiet des Hochlandkupferkopf liegt in Australien und erstreckt sich über gemäßigt kühle bis kalte Hochlagen vom östlichen Victoria bis zum New England Tableland in New South Wales, einschließlich des Australian Capital Territory. Im Hunter Valley weist das Verbreitungsgebiet eine Lücke auf. Die Bezeichnung „Nordaustralischer Kupferkopf“ rührt vermutlich daher, dass es sich um die am weitesten nördlich verbreitete Art der Gattung Austrelaps handelt. Der Hochlandkupferkopf kommt jedoch nicht in Nordaustralien vor. Besiedelt werden feuchte Gebiete, in der Regel in der Nähe von Sümpfen, Mooren oder Bachläufen, aber auch montane Heiden sowie feuchte und trockenere Hartlaubwälder. Biotope weisen oftmals einen dichten Bodenbewuchs mit Tussockgras auf. Anthropogen beeinflusste Flächen wie Weideland werden als Lebensraum genutzt, wenn diese ausreichend feucht sind.
Der Hochlandkupferkopf ist lokal weit verbreitet und nicht gefährdet, allerdings ist die Populationsentwicklung der Art insgesamt weitgehend unbekannt. Bedrohungen sind  sehr lokal begrenzt und werden insbesondere durch die Trockenlegung von Sümpfen und anderen Feuchtgebieten dargestellt. Man geht jedoch davon aus, dass sich Populationen auch in gestörten Lebensräumen gut erhalten.

## Lebensweise
Die Art führt eine bodenbewohnende und vorwiegend tagaktive Lebensweise. Gelegentlich wird sie auch nachts angetroffen. Der Hochlandkupferkopf ist scheu und flieht bei Störung schnell und sucht Deckung. In die Enge getrieben zeigt sie ein auffälliges Abwehrverhalten, wobei sie laute Zischgeräusche von sich gibt, den Körper abflacht und mit Scheinangriffen zustößt, oftmals ohne wirklich zuzubeißen. Zum Beutespektrum der Art zählen Eidechsen wie Skinke, Froschlurche, Kleinsäuger und andere Schlangen, wobei es auch zu Kannibalismus kommt. Die Fortpflanzung erfolgt durch Ovoviviparie, also ei-lebendgebärend. Ein Wurf kann neun bis dreißig Jungschlangen umfassen.

## Schlangengift
Die Art besitzt einen Giftapparat und setzt ihr Gift zum Beuteerwerb und zur Verteidigung ein. Bissunfälle mit dem Menschen sind als potentiell lebensbedrohlich zu betrachten. In 20 bis 40 Prozent der Bissunfälle tritt eine Vergiftung auf, unbehandelt liegt die Sterblichkeit bei 30 bis 40 Prozent. Das Giftsekret des Hochlandkupferkopf enthält insbesondere neurotoxische Bestandteile. Myotoxine und gerinnungshemmende Komponenten sind vermutlich ebenfalls enthalten, haben jedoch geringfügigere klinische Bedeutung. Neben unspezifischen Allgemeinsymptonem kommt es zu Schmerzen an der Bissstelle. Im Vordergrund steht die neurotoxische Symptomatik mit Lähmungserscheinungen bis hin zur Paralyse. Die wichtigste therapeutische Maßnahme ist die Verabreichung von Antivenin (z. B. Tiger Snake Antivenom, CSL Limited), wobei mehrere Dosen des Antiserums benötigt werden können.

## Systematik
Die wissenschaftliche Erstbeschreibung erfolgte durch Gerard Krefft im Jahr 1864 unter der Bezeichnung Hoplocephalus ramsayi, wobei das Epitheton den australischen Naturforscher und Kurator des Australian Museum Edward Pearson Ramsay ehrt. Es sind keine Unterarten bekannt. Wichtige Synonyme sind:
- Hoplocephalus ramsayi Krefft 1864
- Denisonia superba Boulenger 1896
- Hoplocephalus bransbyi Macleay 1878
- Austrelaps superbus – Cogger 1983
- Austrelaps ramsayi – Rawlinson 1991; Welch 1994; Cogger 2000; Wilson & Swan 2010; Wallach et al. 2014; Mirtschin et al. 2017

Der ursprüngliche Holotypus, AMS 6642 wurde von E.P. Ramsay vorgelegt, ist inzwischen jedoch verschollen. Rawlinson führte 1991 die Bezeichnung Austrelaps ramsayi ein und legte einen Neotypus fest (AMS R31922, vormals MAMU R541, MR 1362). Als Typuslokalität für den Neotypus wird Moss Vale, New South Wales, angegeben. Der Holotypus des unter dem Synonym Hoplocephalus bransbyi Macleay 1878 beschriebenen Exemplars stammt aus Sutton Forest, New South Wales.